# (500430) 2012 TS148
(500430) 2012 TS148 es un asteroide que forma parte del cinturón interior de asteroides, descubierto el 9 de abril de 2006 por el equipo del Mount Lemmon Survey desde el Observatorio del Monte Lemmon, Arizona, Estados Unidos.

## Designación y nombre
Designado provisionalmente como 2012 TS148.

## Características orbitales
2012 TS148 está situado a una distancia media del Sol de 1,879 ua, pudiendo alejarse hasta 2,058 ua y acercarse hasta 1,700 ua. Su excentricidad es 0,095 y la inclinación orbital 20,38 grados. Emplea 941,298 días en completar una órbita alrededor del Sol.

## Características físicas
La magnitud absoluta de 2012 TS148 es 18,4.